# (34322) 2000 QW196
2000 QW196 (asteroide 34322) é um asteroide da cintura principal. Possui uma excentricidade de 0.08206170 e uma inclinação de 1.13694º.
Este asteroide foi descoberto no dia 29 de agosto de 2000 por LINEAR em Socorro.